# 庫魯姆坎區

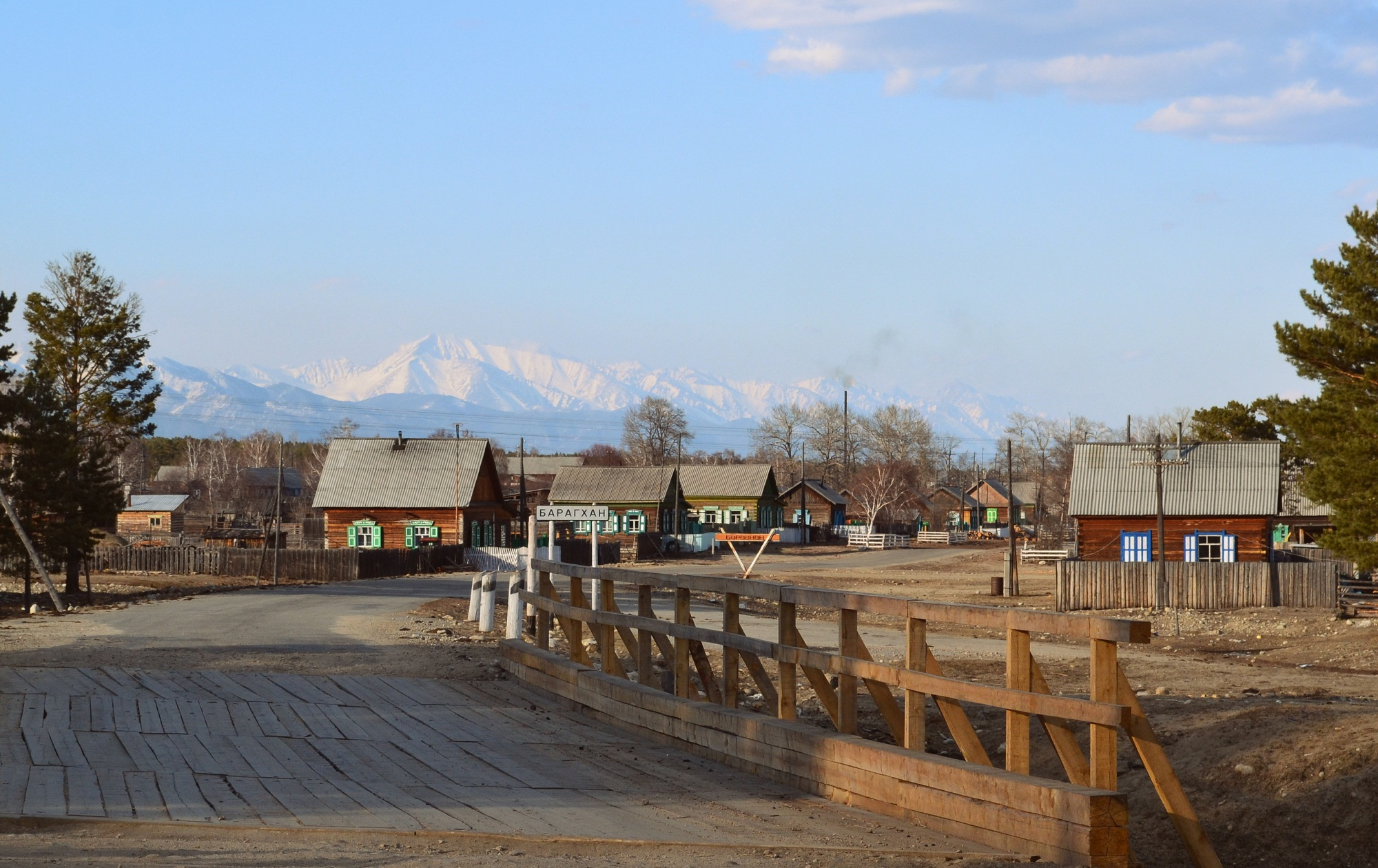

54°19′N 110°19′E / 54.317°N 110.317°E
庫魯姆坎區（俄语：Курумканский район），是俄羅斯的一個區，位於該國南部，由布里亞特共和國負責管轄，始建於1970年12月11日，面積12,450平方公里，2010年人口15,007，人口密度每平方公里1.21人。